# 褐色館
座標: 北緯48度08分43秒 東経11度34分03秒 / 北緯48.14528度 東経11.56750度

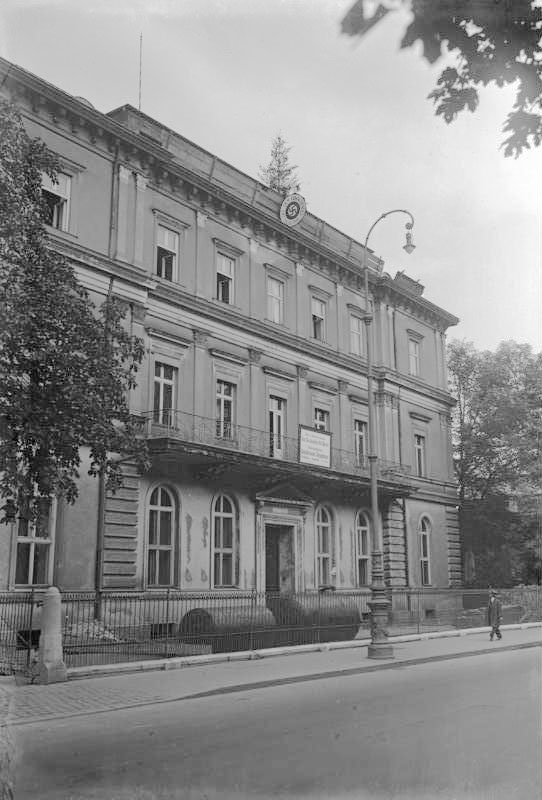
褐色館（1935年）

褐色館（かっしょくかん、ドイツ語: Braunes Haus）は、かつて存在した国民社会主義ドイツ労働者党（ナチ党）の党本部として使用されていた建物である。バイエルン州ミュンヘンのブリエナー大通り45番地（Brienner Straße 45）にあった。

## 歴史

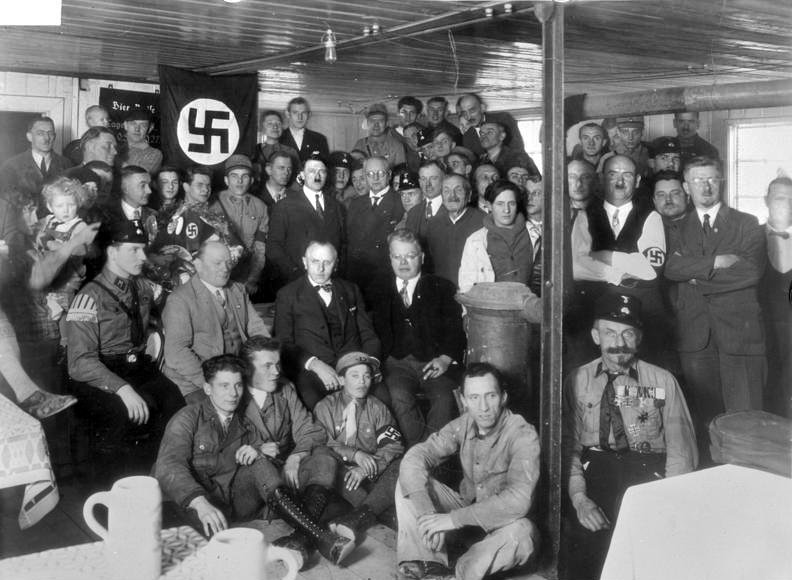
党本部の始動を祝うために褐色館に集まったナチ党員。中央は指導者ヒトラー（1930年）

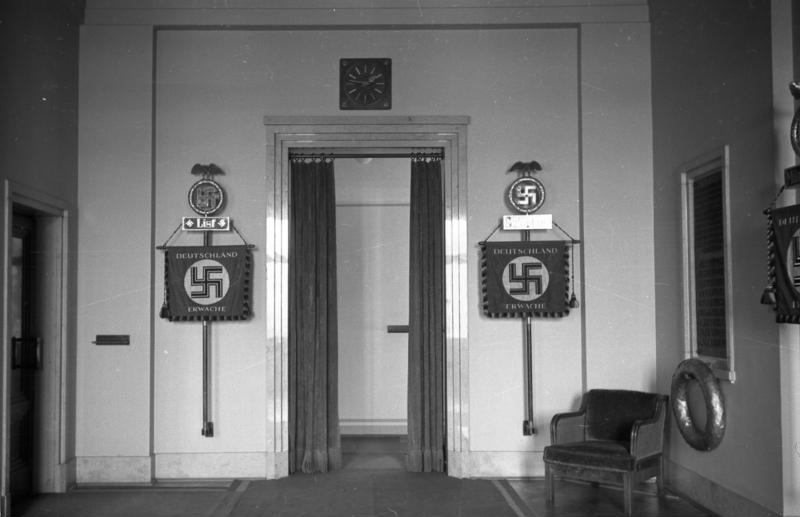
館内に展示されたSA第1（ミュンヘン）、第16（リスト）連隊旗（1933年）

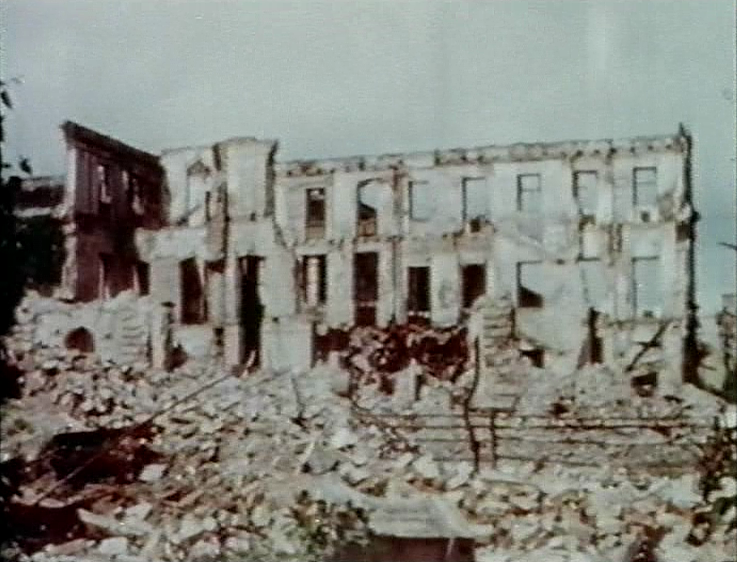
爆撃で破壊された褐色館（1945年）

褐色館はカロリーネン広場とケーニヒス広場の間に位置する。1828年、貴族カール・フォン・ロッツベック男爵の注文を受け、フランスの建築家、ジャン・バティスト・メチヴィエが新古典主義様式の住宅として建築した。その後、1876年に長年ドイツで暮らしていたイギリスの実業家、ウィリー・バーロウ（Willy Barlow）が買い取り、「バーロウ宮殿（Palais Barlow）」や「大邸宅（Adelspalais）」という通称で呼ばれるようになった。
1930年5月26日、ナチ党は80万5,864金マルクを支払ってバーロウの未亡人から買い取り、「褐色館」という新たな名称を与えた。当時、ナチ党はシェリング大通り50番地（Schellingstraße 50）に本部を設置していたが、党の拡大に伴い手狭になってきた為、より大きな建物を探していたのである。購入資金は実業家フリッツ・ティッセンが提供した。
本部として使用するにあたってミュンヘン出身の建築家パウル・ルートヴィヒ・トローストによって大規模な改装工事が行われ、またナチ党指導者アドルフ・ヒトラー自身のアイデアもいくらか取り入れられている。1931年までに党本部機能の全てが褐色館へ移動した。
褐色館内のヒトラーの執務室には、彼が尊敬するアメリカの実業家ヘンリー・フォードの肖像画が飾られていたという。また、ナチ党における事実上のレガリアとされていた、ミュンヘン一揆の時に銃撃で死亡した党員の血がついたハーケンクロイツ旗『血染めの党旗』が保管されていた。
褐色館は第二次世界大戦中の1943年10月に行われた連合軍による空襲を受け被災、その後も繰り返された空襲により全壊した。血染めの党旗も1944年10月18日の国民突撃隊入隊式で展示されたのを最後に行方不明となったが、褐色館と共に焼失したものと考えられている。なお、この瓦礫の中から、ヒトラーが反ユダヤ主義の思想を記した最古の記録とされる「ゲムリッヒ書簡」が、連合軍の兵士によって発見されている。戦後の1947年には瓦礫なども撤去され、跡地には何も建設されず、更地のまま放置された。

## 資料センターの設置

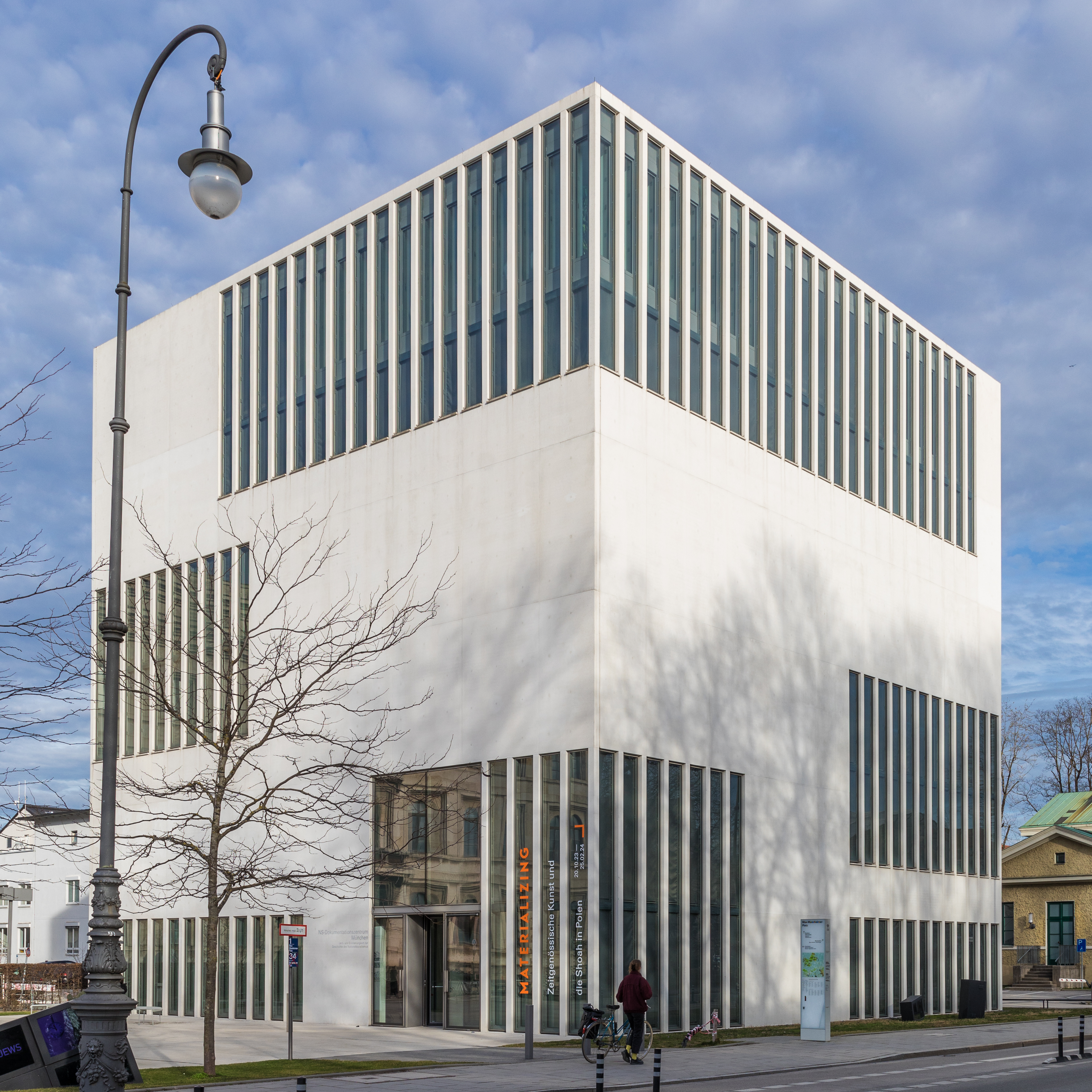
国家社会主義資料センター （2015年2月）

2005年12月6日、バイエルン州政府は褐色館跡地にナチス・ドイツ時代の国家社会主義に関する資料センターの設置を決定し、起工式は2008年と予定されていた。しかし、資金調達の失敗から計画は大幅に遅れる事となる。2009年6月にはミュンヘン市当局と州政府により改めて28,200,000ユーロが調達された。2011年にはようやく工事が始まり、2012年3月9日には基礎工事が完了した。資料センターは2015年4月30日に開館式典が行われ、5月1日から一般に公開されている。

## ギャラリー

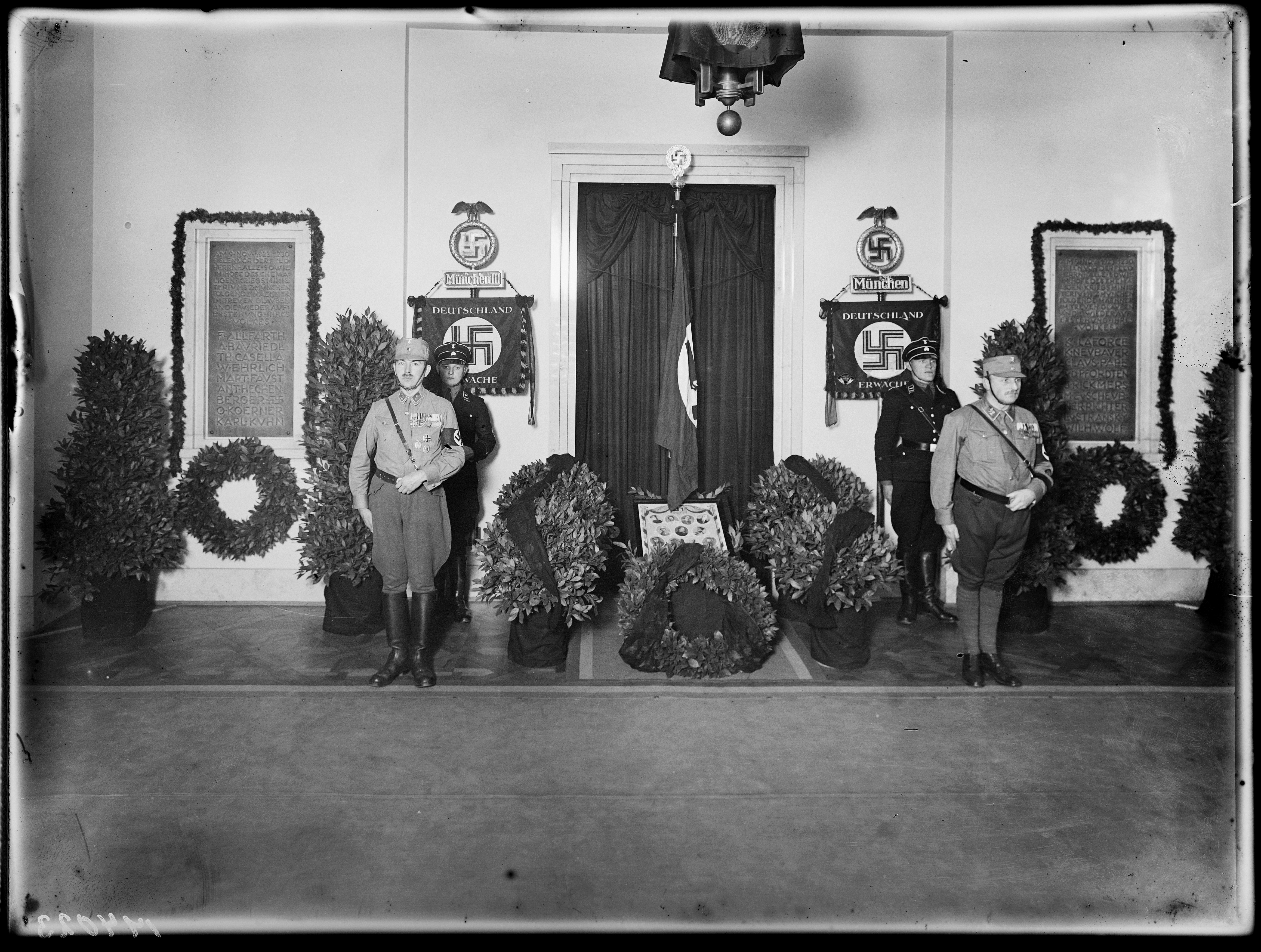
党殉教者の碑とミュンヘンSA・SS名誉衛兵隊
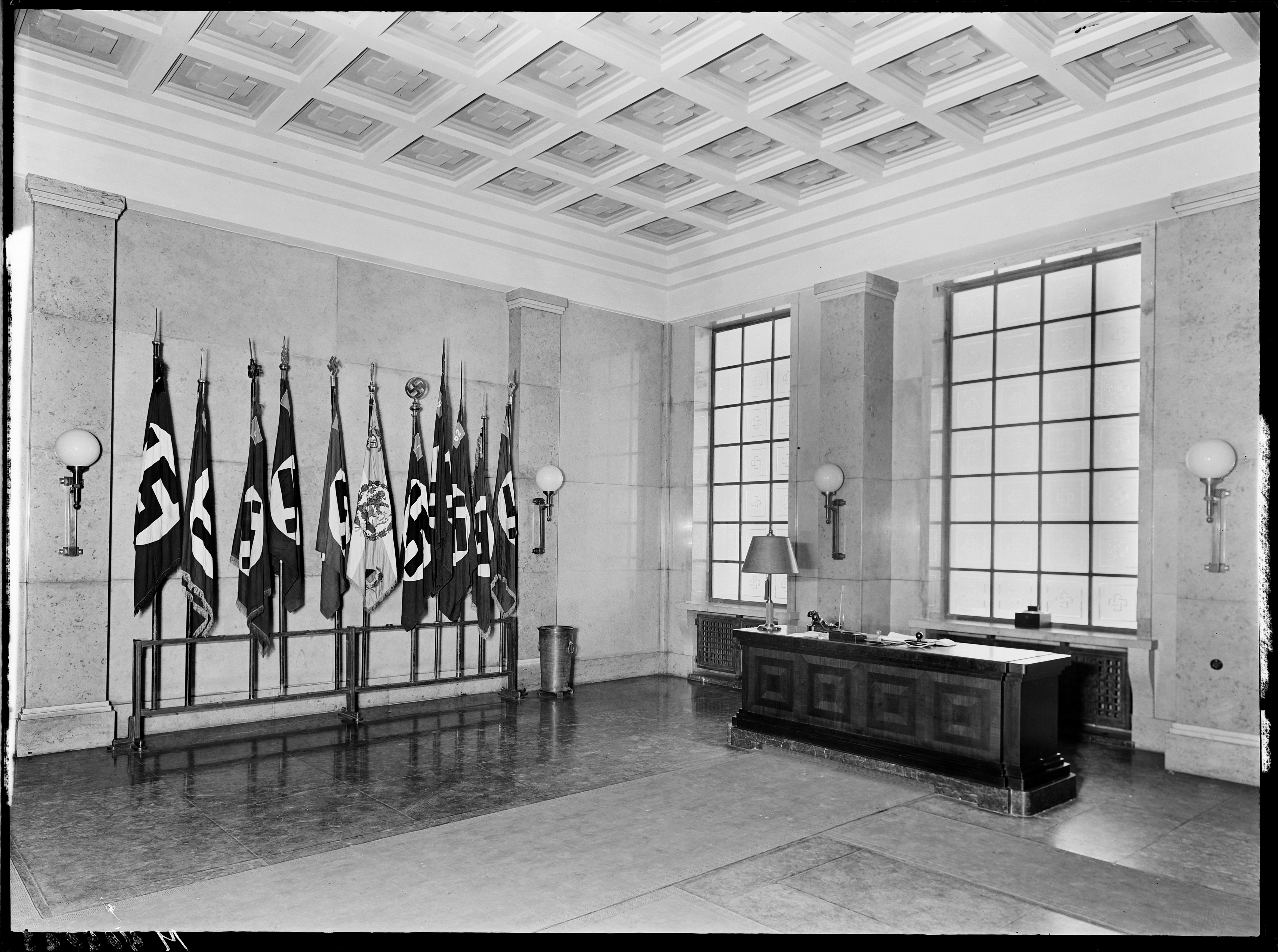
『旗の間（Fahnenhalle）』
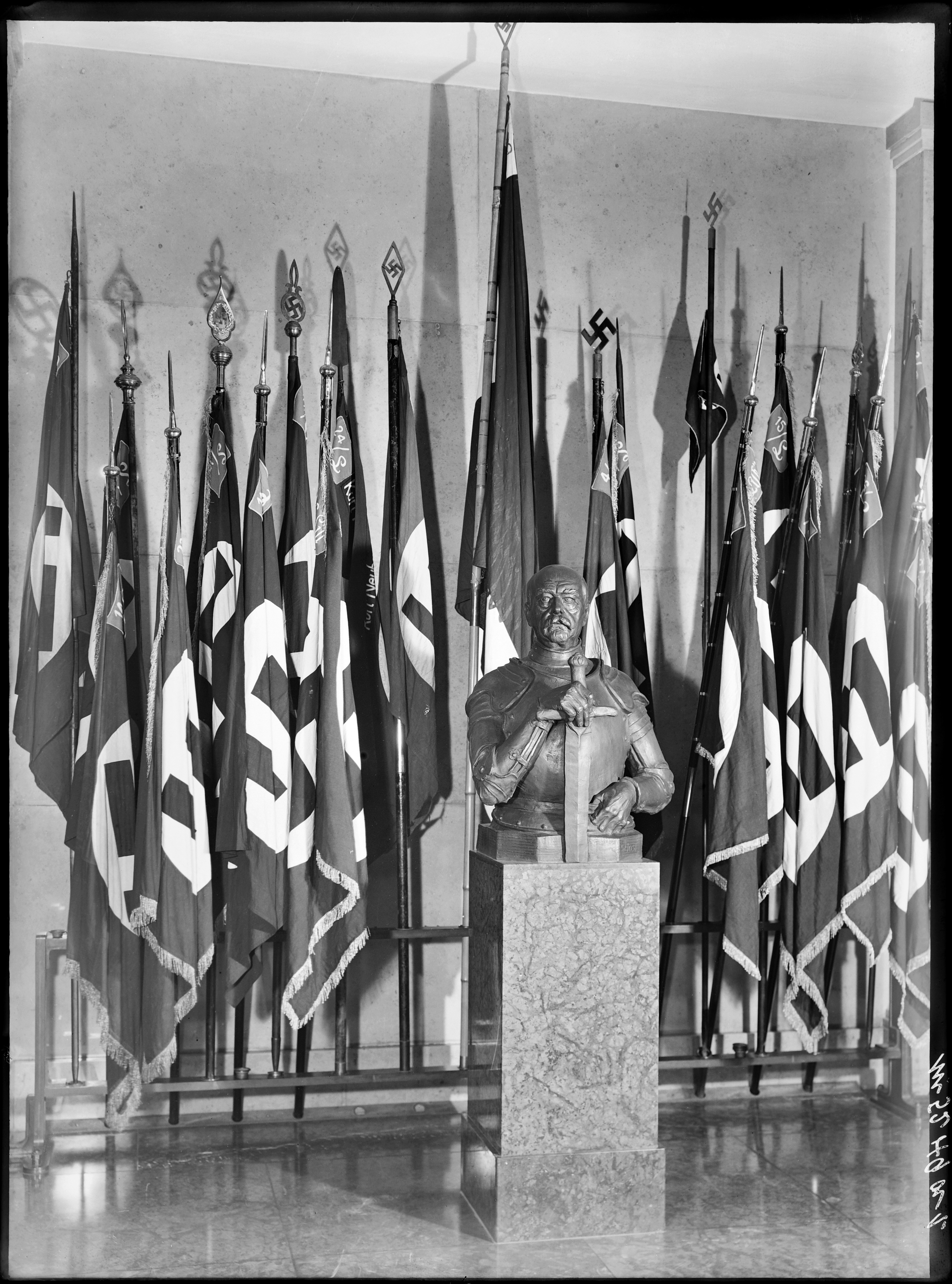
『旗の間』のビスマルク像